# Поаско-Соригерио (Милано)
Поаско-Соригерио је насеље у Италији у округу Милано, региону Ломбардија.
Према процени из 2011. у насељу је живело 2537 становника. Насеље се налази на надморској висини од 103 м.